# Albion (Michigan)
Albion è un comune degli Stati Uniti d'America, situato nello Stato del Michigan, nella Contea di Calhoun.